# Philipp Ballif
Philipp Ballif (1847. – 1905.) austrijski inženjer, arheolog i meterolog. 
Osnovao je metorološku službu u Bosni i Hercegovini, te je napisao studiju o rimskim cestama kroz Bosnu i Hercegovnu.
U svojoj knjizi "Wasserbauten in Bosnien und der Hercegovina.  1. Theil - Meliorationsarbeiten und Cisternen im Karstgebiete", Philipp Ballif daje analizu korištenja Gatačkog polja, iz vremena kada je on pravio analizu tog područja. Općenito, izvještava da su tla u polju glinena, koja su mjestimično prekrivena humusom. Polovina polja je obradiva, i koristi se u poljoprivredne svrhe. Trećina Polja su livade, a 20% je bilo pašnjaka.
Pisao je i o Crvenom jezeru kod Imotskog.

## Vanjske poveznice
- http://www.alibris.com/search/books/qwork/11877036/used/Rmische%20Strassen%20in%20Bosnien%20Und%20Der%20Hercegovina